# یو هاسگاوا
یو هاسگاوا (انگلیسی: Yu Hasegawa؛ زادهٔ ۵ ژوئیهٔ ۱۹۸۷) بازیکن فوتبال اهل ژاپن است.
از باشگاه‌هایی که در آن بازی کرده‌است می‌توان به باشگاه فوتبال آویسپا فوکوئوکا و باشگاه فوتبال کاشیوا ریسول اشاره کرد.